# Prionofrontia nyctiscia
Prionofrontia nyctiscia là một loài bướm đêm trong họ Noctuidae.